# F-117 најтхок
F-117 најтхок (енгл. F-117 Nighthawk; Nighthawk значи „Ноћни јастреб“) је амерички двомоторни авион, једносед, са примењеном технологијом ниске уочљивости (енгл. Stealth technology). Намењен је за борбена дејства ваздух-земља, у својству тактичког бомбардера. Једино га је оперативно користило Америчко ратно ваздухопловство, до 2008. године. Први је лет направио 1981. године, а уведен је у оперативну употребу у октобру 1983. За њега је шира јавност званично сазнала у новембру 1988. године.
Локид је развио специфичну неуочљиву („стелт“) технологију, из чега је произашао пројекат оперативног авиона F-117, у условима скромне подршке рачунара, потребне за сложени прорачун површине радарског пресека. У временском периоду његовог развоја, рачунари нису били на потребном нивоу са својим могућностима, ни по хардверу ни софтверу, за примену сложених метода прорачуна у функцији оптимизације решења пројекта са „стелт“ технологијом.
F-117 је посебно промовисан, као „невидљиви ловац“ (енгл. Stealth Fighter), иако је намењен за борбу ваздух-земља. Чак је и неуобичајено и претенциозно означен са „F“, почетним словом назива за америчке ловце (енгл. Fighter).
Учествовао је у борбеним операцијама у Панами, Ираку и на простору бивше Југославије.
У току оперативне употребе, авиони F-117 су имали шест удеса и једно обарање у борби. Војска Југославије је прва и једина у свету која је званично успела да сруши авион овог типа, у току НАТО бомбардовања Савезне Републике Југославије, 27. марта 1999. године. Успела је да га обори и да сруши мит о његовој „невидљивости“, дејством 3. Ракетног дивизиона 250. ракетне бригаде југословенске ПВО, руским ракетним системом С-125 нева-М.
Укупно је произведено 64 примерка овог типа авиона, од чега су 5 били прототипови у власништву Локида (за њихова интерна испитивања). Америчко ратно ваздухопловство је повукло авионе F-117 из оперативне употребе 22. априла 2008. године, дајући искључиву предност над њима ловачким авионима 5. генерације F-22 раптор и F-35 лајтнинг II.

## Развој

### Историјат и Хев блу
Развој радара, током Другог светског рата, одмах је мотивисао и изнудио развој технологије која ће да умањи његов допринос. Прве противмере, биле су пасивна заштита диполима станиолских листића, са чиме је изазивана дифракција радарских зрака. Коришћене су и траке од фолије у циљу изазивања лажног радарског одраза и детектовања радио учестаности, које користе радарски уређаји. Те технике су софистициране после рата, али многи су се запитали да ли можда постоји неки елегантнији и ефикаснији приступ да се направи ваздухоплов, који би био „невидљив“ за радар, или барем мање „видљив“, то јест са смањеним радарским одразом, односно, површином радарског пресека.
Запажено је да је рефлексија радарских зрака слабија на ивицама објекта, где се површине (које нису у истој равни) међусобно пресецају. Те ивице се појављују на спојевима структурних склопова и елемената ваздухоплова под већим углом, као што су додирне линије крила и трупа. Испољена је тенденција да се конструктивно нагласе да буду што оштрије и да представљају пресеке равни, што је могуће ближе угаоној вредности око 90 степени. Рефлексији радарских зрака доприносе оштре тачке на ваздухоплову, спољне антене, носачи за спољне терете и лопатице вентилатора компресора мотора, које су видљиве кроз уводник ваздуха. То чини радарски „бљесак“, пошто рефлексија од ротирајућег диска и лопатица компресора мотора ствара ефекат металне кугле. Пројектовањем ваздухоплова се минимизирају овакве рефлексије, што је тешко и врло компликовано постићи. Карактеристике рефлексије ових различитих елемената имају тенденцију да се драстично мењају, када се мења радарска фреквенција и угао гледања. Деценијама, после рата, није било реалног начина да се израчунају сви ови ефекти рефлексије радарског зрачења.
Совјетски математичар Петар Уфимцев је 1964. године, на московском „Институту за радио инжењерство“, објавио први рад под насловом Ивични таласи у физичкој теорији дифракције. У њему је показао да снага радарске рефлексије зависи од конфигурације ивица на објекту, а не само од његове укупне величине. Рефлексија електромагнетних таласа од ваздухоплова, у идеалном случају, спроводи се као код сваког тела, чија површина има дисконтинуитете. Линеарне димензије тела претпостављају управну пропорционалност са дужином електромагнетних таласа. Јаковљевичев рад је теоријски проширио и објавио немачки физичар Арнолд Сомерфелд. Уфимцев је показао да може да израчуна површину радарског пресека, преко површине крила и дужине ивица на авиону. Произилази очигледан и логичан закључак да чак и велики авион може да се направи „неуочљивим“, са применом овог знања у његовом пројектовању. Међутим, такав пројекат авиона квари његову аеродинамику, чини га нестабилним и са повећаним отпором. Стање рачунарске технологије, у тим раним шездесетим годинама 20. века, није било на потребном нивоу за подршку командама лета, које су у стању да превазиђу те нестабилности.
Аналитичар Локида Денис Оверхолсер је искористио Уфимцев теоретски принцип, користећи напредне рачунаре и софтвере, па је направио основу за развој „неуочљивог“ авиона.
F-117 је настао после борбеног искуства у Вијетнамском рату, када су са унапређеним совјетским ракетама земља-ваздух обарани тешки амерички бомбардери. То је био ултра тајни програм (црни пројекат), за дужи део времена своје оперативне употребе, све до касних осамдесетих година 20. века. Пројекат је почео 1975. године, са варијантом под називом „Безнадежан дијамант“ (игра речи због његовог изгледа). Наредне године, потписан је уговор са Локидом, за развој, изградњу и испитивање два „стелт“ авиона за дејство ваздух-земља, под кодним именом „Хев блу“. Са узетим млазним моторима од авиона Т-38А, системом електричних команди лета од F-16 Фајтинг фалкон, стајним органима од A-10 тандерболт II. На тај начин, Локид је изградио два авиона демонстратора, са укупним трошковима од 35 милиона долара, у рекордно кратком времену.
Први лет првог авиона демонстратора, направљен је 1. децембра 1977. године. Оба авиона су изгубљена, током одвијања програма испитивања у лету. Постигнути резултати испитивања у лету су били позитивни. Повећавањем габарита тога пројекта, усмерен је принцип дефиниције оперативног „стелт“ авиона F-117A најтхок, под програмским кодом „Сениор тренд“.

### Сениор тренд
Амерички подсекретар за одбрану Вилијам Џ. Пери, у потпуности је разумео предности „стелт“ технологије у фази испитивања демонстратора, и одлучио је да покрене обиман програм за развој такве летелице. Да би се убрзао тај рад, организовао је средином 1977. године, тајни „Комитет за експериментисање“, који се састојао од високих војних руководилаца. Одбору су додељена широка овлашћења, чиме су избегнуте дугачке бирократске процедуре и расправе о плановима рада. Сам Пери је постао председавајући тога комитета и био је овлашћен да доноси круцијалне одлуке и да решава све проблеме. Први велики пројекат, за који је комитет донео одлуку, био је развој заснован на постигнутим резултатима са демонстраторима „стелт“ технологије. То је био развој „стелт“ авиона за намену ваздух-земља, тактички бомбардер F-117A, са тајним кодним називом „Сениор тренд“. Паралелно и тајно, одвијао се и програм развоја и производње стратешког бомбардера B-2 Спирит.
Одлука о производњи авиона F-117А је донета 1. новембра 1978. године. Уговор за његов развој је закључен, између Министарства одбране и Локида, 16. новембра 1978. године, са спецификацијом гарантованих карактеристика, где су укључени: долет, прецизно бомбардовање и величина површине радарског пресека. Програм је водио Бен Рич, који је ангажовао Локидовог математичара Била Шредера и информатичарског научника Дениса Оверхолсера, са задатком да даље разраде Уфимцовљев научни рад Ивични таласи у физичкој теорији дифракције и примењивост тога ефекта у конкретном пројекту. Направљена су три рачунарска програма, под називом „Ехо“, што је омогућило да се пројектује авион са равним панелима (фасетама), које су тако распоређене да расипају преко 99 процената енергије радарских сигнала за радарску „слику“ авиона.
„Сениор тренд“ је авион дефинисан са једним седиштем, за ноћна изненадна дејства по циљевима на земљи (тлу), без радара, али са веома свеобухватним електро-оптичким системом за откривање циљева и вођење оружја. Овај систем му је обезбеђивао ноћна дејства, пошто није имао радар и био је без услова за било каква дејства ваздух-ваздух. Осим пројектованог ниског визуелног одраза, његова специфична функција је повезана са тајним мисијама, у ком циљу се може пребацити на било коју локацију са транспортним авионом Локид C-5 Галакси, пошто му се скине крило.
Прототипови су после испитивања у лету надограђени, конвертовани су на стандард серијских авиона и постали су део оперативне флоте F-117A. Свака измена, донета на основу експлоатационих сазнања, одмах је унета у конструктивну и производну документацију и ретроактивно реализована на готовим авионима, а за текућу производњу, спроведена на производној линији.
Први YF-117A, № 79-0780, направио је свој први лет на исушеном језеру у Невади, 18. јуна 1981. године. Летелице, из те прве производње, испоручене су у 1982. години, а њихова потпуна оперативна способност, постигнута је у октобру 1983. Ваздухопловство је негирало постојање овог авиона, све до 1988. године, када је његова фотографија објављена у јавности. У априлу 1990. године, летела су два авиона F-117 у ваздухопловној бази Нелис, у Невади. Јавно су приказани, пред званичницима и неколико десетина хиљада грађана.
Проблематика одржавања овог ваздухоплова, по статистичким подацима, упоредива је са другим тактичким ловачким авионима сличне сложености.
Америчко ратно ваздухопловство је изјавило: „да је ваздухопловни опитни центар Рајт-Патерсон Охајо потврдио, да комбиновани пробој стелт технологије са истовременим убрзаним развојем и производњом ваздухоплова F-117A, доказује реалну могућност таквог пута реализације програма стелт авиона, поузданог и погодног за одржавање“.

## Производња
Први F-117А су испоручени у 1982. години, а последњи у лето 1990. За производњу авиона F-117А, донета је одлука у 1978. години, са уговором са Локидом у оквиру напредних развојних пројеката. Први лет је био у 1981. године, у Калифорнији, само 31 месец након потпуне одлуке о развоју. Локид Мартин је испоручио ваздухопловству укупно 59 „стелт“ авиона F-117A, између августа 1982. и јула 1990. године. Пет додатних авиона је произвео за своје потребе испитивања, укупно 64 примерка.
Оплата трупа од „фасета“ је појединачно уклапана. То значи да авиони међусобно нису сасвим једнаки, разликују се њихови делови оплате, у појединим случајевима и од неколико сантиметара у величини, те нису међусобно заменљиви. Неисправан сегмент се не може заменити по правилу резервних делова, јер је тешко наћи одговарајућу подударност. У тим случајевима се морало снимити са мерењем и произвести као уникат. Ово је био један од озбиљнијих недостатака производње и одржавања F-117A.

## Несагласност ознаке авиона и његове намене
Необично је да Америчко ратно ваздухопловство означи борбени „стелт“ авион троцифреним бројем, F-117 (на реду је био F-19 или F-21). Сматра се да је неки разлог био за то што је троцифрени кодни број имао неку посебну функцију, можда тајности. Исто тако није уобичајено да бомбардер носи ознаку „F“, уместо „B“. Овде су евидентна оба одступања, словна ознака и број цифара кодне ознаке. Није учињено разграничење између ловца и бомбардера, као у другим случајевима. Та недоследност је била присутна и раније код Америчког ратног ваздухопловства са неколико њихових авиона за дејство ваздух-земља, из касних педесетих година 20. века, као што су F-105 тандершиф и F-111 ардварк.
Ознака „F-117“ изгледа да указују да ју је добио раније, у периоду до 1962. године, када је било и других одступања. Претпоставља се да је то било пре откривања авиона у јавности, највероватније је имао ознаку F-19, која није до сада коришћена. Међутим, чињеница је и да није било ни авиона са кодним бројем „100“, испред F-111.
У једном телевизијском документарном филму, члан развојног тима за F-117A, изјавио је да је било много лакше приволети врхунске пилоте да лете на новом авиону уколико им се каже да се ради о ловцу. Још у периоду постојања Стратешке ваздухопловне команде (1945—1991.), створен је извесни ривалитет између пилота ловаца, бомбардера и јуришника.
Америчко ратно ваздухопловство тврди да F-117A може да носи било које борбено средство из њиховог арсенала, укључујући и ракете ваздух-ваздух. То је највероватније тачно, али сам авион није погодан за ваздушну борбу. F-117A не може да изводи маневре под оптерећењем, са већим убрзањем од 5 g (а пројектни је 6 g), нема радар за откривање, праћење, захват циља и вођење ракета ваздух-ваздух средњег и великог домета. Такође, не носи ракете ваздух-ваздух кратког домета, за сопствену одбрану, зато што би то ракетно наоружање знатно смањило количину бомби, које му је основно оружје за дефинисану намену. Званичници Америчког ратног ваздухопловства разматрали су могућност да овај авион буде наоружан ракетама ваздух-ваздух АИМ-9 сајдвиндер. Та опција је у принципу могућа и због тога је извршена обука пилота за њихову употребу, али не постоје докази да је ова ракета икада била интегрисана и уврштена у наоружање F-117A.

## Специфичност пројекта
је једносед, тактички бомбардер, намењен за ноћна дејства ваздух-земља, без радара је. Први је у свету, оперативни авион, пројектован да користи „стелт“ технологије за мали радарски одраз. Обликован је да скрене и „распе“ радарске сигнале и на тај начин му се значајно умањује радарски пресек. У циљу смањења трошкова развоја, поред команди лета, преузета је и остала опрема, други делови и компоненте, са авиона F-16 Фајтинг Фалкон, F/A-18 Хорнет, A-10 тандерболт II и F-15E страјк игл. Они су првобитно вођени као резервни делови, тих авиона, на терет њихових буџета. На тај начин се подржавала тајност пројекта F-117A, пошто се исти није појављивао у администрацији, чак ни у списковима за резервне делове.
Спољни изглед F-117 је сличан са демонстратором „стелт“ авиона, „Хев блу“. Разлика је у већој размери, смањеном углу стреле крила, и промењеном поставном углу „V“ репа, због бољег прикривања топлих издувних гасова мотора. Међутим, по први пут у историји ваздухопловства, развој „прикривања“ је био приоритетан пројектни циљ, без обзира на последично „рушење“ осталих карактеристика авиона. Прилаз је био да се појединачно смањи сваки фактор уочавања авиона: рефлексија радарског зрачења, електромагнетни таласи од авионских уређаја и система, звук, дим, трагови паре од кондензације и видљивост у домену инфрацрвеног зрачења (енгл. infrared) (IR).
Стриктно је направљен нагласак на смањењу радарског и инфрацрвеног (IR) одраза, као и спречавање осталих својих емисија. Да би се постигао „стелт“ ефекат, сви „компромитујући“ уређаји, као што су питач, за препознавање „пријатељ или непријатељ“, висиномер, навигациони систем и сва опрема за претрагу циљева и употребу оружја, морали су се искључивати, у већем периоду лета, али су само укључивани у току напада на циљ. Једини изузетак је употреба ласерског осветљења. Све ово, у комбинацији са аеродинамичким проблемима, као и статичка уздужна нестабилност, довело је до огромног техничког ризика и питања, да ли је овај „монструм“ уопште у стању да лети? Главни проблеми су произашли из добијене конфигурације, а то су нарушен квалитет аеродинамичких карактеристика у лету, ниво нестабилности и нужност надоградње квалитетног управљања авионом. Међу штетним утицајима, које изазива овај концепт „стелт“ технологије, је смањење потиска мотора за 30%, услед губитака због испуњавања „стелт“ услова на усиснику ваздуха и издувнику гасова. Такође је проблем мала носивост крила, због његове оштре нападне ивице (која скреће рефлектовање радарских зрака) и веома мала његова виткост и великог угла стреле (50°). Са оваквим пројектом и мотором без допунског сагоревања, F-117A је ограничен да лети само на подзвучним брзинама. Карактеристике умањене радарске рефлексије, авиона F-117A, остварене су његовим посебним обликом, који сачињава систем равних површина (фасета) структуре оплате од композита, пресвученом специјалним премазом. Коначно, цео авион је покривен бојом која упија радарске таласе. Ове плоче оплате дају ефекат електро проводљивих композита (дипола), подешених за упијање радарских зрака, одређене учестаности. На овај начин се, у идеалном случају, упије око 80-90% укупног радарског зрачења. Кабински поклопац такође садрже диполе, а стакла су пресвучена са „златном“ фолијом. Вишеслојна „златна“ фолија, којом су обложена стакла кабине спречавају радарску рефлексију пилотове и кабинске опреме. На пример, само један одраз од кациге пилота, може бити много већи од одраза целог „стелт“ авиона. Улаз у усисник ваздуха је заштићен одговарајућим мрежама за разбијање радарског зрачења и њихове рефлексије од диска лопатица компресора мотора.
„Тестерасте“ су све ивице плоча које се сучељавају, странице врата стајних органа, поклопца простора за оружје и рамови за стакла поклопца кабине, у функцији повећања расипања радарских зрака (види слику десно). Све компоненте авионске опреме и наоружања су уграђене у контуру авиона. Оружје је смештено (скривено) у унутрашњи спремник (бункер). Све антене радио комуникационих и других система се увлаче у контуру авиона, а извлаче се само у посебним случајевима при раду уређаја.
Облик авиона је такав, да у нормалном лету не постоји случај да целу површину директно (или индиректно) осветли радарски сноп и да се исти рефлектује у радарски пријемник. F-117A најтхок има радарски пресек, гледано чеоно и у реп, између 0,01-0,1 m² (просек око 0.025 ), што је око 100-200 пута мање него код конвенционалног авиона, сличне величине. Међутим, осветљењем из других праваца, може да достигне вредности и од 1 до 2 .
Све примењене методе сабрано заједно, ефикасно смањују авиону F-117A радарски попречни пресек и осталу уочљивост авиона. Међутим, постоје озбиљне наведене негативне последице, које овај метод доводи у питање. Код модернијих „стелт“ авиона, попут B-2 спирит, облик оштрих ивица није коришћен, пошто то нарушава аеродинамику. Користило се обликовање рачунарским распоредом „фасета“, без оштрих ивица, са оптимизацијом минималног радарског одраза и задржавања квалитетних аеродинамичких карактеристика. F-117A има сложен облик, оформљен од 2-димензионалних равних површина (плоча), разлог је био у ограниченим могућностима рачунарске технологије, за прорачун попречног пресека радара, седамдесетих година 20. века. Каснији напредак рачунара је омогућио коришћење сложенијих и ефикаснијих метода у пројектовању новијих авиона, као што је бомбардер B-2 спирит и F-35 лајтнинг II, са конфигурацијом закривљених површина. Та решење су оптимизирана за критеријум минималног попречног пресека радара, са очувањем аеродинамике и перформанси лета.

## Опис конструкције

### Змај и структура авиона
-117 најтхок је нискокрилац, са израженим углом стреле крила, интегралним репом, у облику слова „V“. Труп авиона је полу-монокок конструкције, састоји се од три производне целине (склопа): предње, централне и задње. Предњи део трупа садржи носни део, кабински сегмент, кабину, већи део опреме и носну ногу стајних органа. У преграђеном предњем простору (ниши) уграђена је електронска опрема, ожичење, систем команди лета, оптоелектронски блок и нападнонавигацијски систем IRADS. На носној секцији су постављене четири цеви, давачи притиска ваздуха (сонде).
У оквиру опреме у носном делу се налази термовизијски сензор (ради у инфрацрвеном опсегу), у окренутој куполи према тлу и ласерски даљиномер-означивач циља. Та ниша је затворена, заштићена екраном транспарентне проводне мреже, са чиме је спречена радарска рефлексија кроз доњи прозор, али је омогућено слободно емитовање зрака у инфрацрвеном спектру. Екран је причвршћен по ободу за странице нише, задатак му је расипање долазећих зрака из одашиљача непријатељског радара (види слике десно, друга).
Директно испод горњег ветробранског стакла (прозора) нише, у којој је такође постављен екран од пропусне мреже, који штити од рефлексије термовизијски сензор у куполи окренутој према горе. У тој куполи је такође уграђен сензор за детектовање у горњој хемисфери и ласерски даљиномер-означивач циља (види слике десно, прва).
Поклопац кабине је скоро троугластог облика, али са уграђеним веома уским ветробраном (са заштитом од могуће рефлексије), са великим је нагибом. Све је потчињено смањењу компоненте рефлектованог радарског таласа.
У склопу централног дела трупа су бочни усисници ваздуха, мотори, бункер за смештај наоружања, резервоари горива и главне ноге стајног трапа, са простором и вратима за њихов смештај. Централни део трупа садржи неколико великих оквира, израђених као интегрални делови.
Усисници ваздуха почињу да се простиру иза кабине, изнад кореног дела крила. Имају правоугаони облик са косим улазним пресеком и заштитном мрежом екраном, од композитног материјала са микроталасним својствима (види слику десно).
Усисници су опремљени са два горња отвора, за улаз додатног ваздуха. Они се налазе у горњој страници усисника и отворени су при малим брзинама кретања авиона, вожњи на земљи, полетању и лету на великом нападном углу. Ваздух, који дотиче кроз ове отворе, одвојен је преградом дуж усисника, од примарног за напајање мотора. На тај начин се постиже инјекторски ефекат, који поспешује увлачење ваздуха кроз допунске улазе. Тај ваздух остаје хладан, пошто пролази око мотора и издувне цеви, где се после меша са топлим гасовима из мотора и делимично га хлади (види слику десно).
Задњи део трупа обухвата широке, раванске издувне млазнице, контејнер кочног падобрана и са доње стране куку за брзо заустављање при слетању. У томе сегменту је уграђен и део електронске опреме и „V“ реп.
Издувне млазнице имају променљив попречни пресек дуж своје осе, облик им се мења из цилиндричног (одмах иза мотора) на „равански“ на излазу (прорез), где је подељен на 12 канала, вертикалним преградама висине од око 150 mm. Задњи део овог уређаја се завршава са делом од легуре титанијума, обложеним са топлотно отпорним керамичким плочицама (коришћеним на Спејс шатлу). Ова конструкција млазнице је оптимизирана за убрзано мешање издувних врелих гасова, са околним ваздухом.
Крило је веома мале виткости и великог угла стреле (50°), нападна ивица има константан угао стреле од 67,5° и нетрадиционални аеропрофил. Представља целину са трупом, а нападна ивица му је оштра, без механизације. Крило је израђено углавном од алуминијумских легура. У области излазне ивице формирано је од неколико равних површина, постављених под разним угловима за промену рефлексије, са циљем да се минимизира радарски одраз са расипањем рефлексије.
„V“ реп је учвршћен на крају трупа, непосредно пре изласка млазница из њега. Површине „V“ репа међусобно заклапају угао од 85°. Оне су целообртне, погоњене са хидропокретачима система команди лета, за синхроно управљање авионом по правцу и висини. Аеропрофили површина „V“ репа су у облику двоструког „дијаманта“. Са ваљањем авиона се управља са спољним и унутрашњим сегментима елевона.
Стајни органи су конвенционални, типа трицикл, са амортизерима уље-ваздух. Точкови главних ногу имају систем за аутоматско кочење, без проклизавања.

### Погон
„Најтхок“ погоне два мотора Џенерал електрик F404, без допунског сагоревања, са појединачним потиском од 48,9 kN. Скинут је систем за допунско сагоревање, због мањег топлотног зрачења, па и лакше заштите од топлотне детекције од сензора непријатеља.
У унутрашњим резервоарима F-117A носи 8.255 kg горива, спољне и нема. Током дугих летова, могу се користити скривени допунски резервоари, који се налазе у одељку (бункеру) за оружје. Авион F-117A поседује систем за пуњење горива у лету. Сонда, за гориво, је ротационо увлачећег типа, смештена је на предњем делу трупа, иза кабине.

### Кабина и опрема
Кабина F-117A је са класичним електро механичким инструментима и командама, постављеним на табли и бочним пултовима, са минималном емисијом за детекцију сигнала непријатељских сензора. Због чињенице да инструменти у себи имају металних делова и најнужнији део електронике, кабина је заштићена „непропусним“ зидовима и екранима. На овај начин су заштићени сви инструменти и опрема пилота од уочљивости са непријатељским сензорима.
Пилотска палица је класична, постављена у равни симетрије авиона. Команде лета су примењене са авиона F-16 Фајтинг Фалкон, где је резервација поузданости реализована са четвороструким равноправним каналима. Синтезом су закони управљања подешени за превазилажење свих аеродинамичких несавршености, у домену стабилности и управљивости поремећене аеродинамике F-117A, са изнуђеном конфигурацијом од примењене специфичне „стелт“ технологије.
-117A је опремљен софистицираним нападнонавигацијским системом, интегрисаним у дигитални пакет опреме. Навигација се заснива на инерцијалном навигационом систему, у који је интегрисан GPS. Први F-117A, са Ханивеловим навигационим системом „RNIP-плус“, испоручен је 22. јануара 1997. године, након што је ремонтован у Калифорнији. Тада је добио инерцијални систем са ласерским жироскопима (уместо механичких) и GPS пријемник, што је авиону обезбедило много већу прецизност у навигацији, у односу на класичну инерцијалну платформу, која је претходно коришћена, а која је могла приказати одступања и од неколико стотина метара током лета. Системом GPS се повремено ажурира референтно стање навигације, што спречава сабирање текућих грешки инерцијалне навигације. Осим тога, стари систем са механичким жироскопима је био скупљи за одржавање. F-117A нема радар, што му снижава емисију и могућност компромитовања за детекцију од стране непријатеља. Мисије су координисане од стране управљачког система, који аутоматски обавља све активности, везане за нападе у току извршавања задатка, укључујући и употребу оружја. У доњој хемисфери се циљ лоцира термовизијским (инфрацрвеним) IR (енгл. infrared) системом, подржаним са ласером, који проналази опсег и означава га за навођење ласерски-вођених бомби. Ови сензори су смештени у контејнеру (ниши), у предњем делу трупа, а „гледају“ кроз доњи прозор заштићен екраном.
-117A је опремљен са избацивим седиштем ACES II, као и већина америчких авиона, F-16 Фајтинг Фалкон, A-10 Тандерболт II, F-15 игл и други.

### Наоружање
F-117 може укупно да носи 2.268 kg убојних средстава. Наоружање носи у унутрашњем спремнику (бункеру), на два носача, подвешавање по једног средства на сваки (укупно два оружја). Асортиман оружја је приказан у табели, у поглављу „карактеристике“. Поред наведеног, F-117А, у принципу, може да носи и ракете ваздух-ваздух AIM-9L сајдвиндер, самонавођене на инфрацрвеном (IR) (енгл. infrared) принципу и ваздух-земља типа АГМ-65 Маверик.

## Варијанте
За копнени авион је реализован развој и производња за:
- „Хев блу“, два прототипа, демонстратора „стелт“ технологије. Оба су страдала при испитивању.
- , пет прототипова, својина Локида за њихова интерна испитивања.
- , 59 серијских авиона, предатих на оперативну употребу, у оквиру којих су и бивши прототипови ваздухопловства, конвертовани у серијске.[20][23]

### F-117N сихок
У раним деведесетим годинама 20. века, Локид је предложио надограђену варијанту, под ознаком F-117N сихок, за Америчку морнарицу. Тај самоиницијативни предлог је лоше примило Министарство одбране, показавши мали интерес за такав авион. Посебно нису били заинтересовани, пошто би тај пројекат ангажовао финансијска средства од заједничког програма авиона за подршку, који је касније еволуирао у енгл. Joint Strike Fighter. F-117N сихок је имао исту полазну основу као и копнени (F-117A). Разликовао би се у неколико сегмената, укључујући и додатак за повећање узгона, са „балон“ надстрешницом (преткрилцима), дуж нападне ивице крила. На тај начин би био смањен лош аеродинамички утицај оштре нападне ивице крила, на већим нападним угловима лета. Варијанта F-117N би била са моторима Џенерал електрик F414, уместо старијих Џенерал електрик F404. Штавише, авион би био опционо опремљен са спољним носачима, омогућавајући додатно ношење 3.600 kg терета, а имао би и радар, са функцијом ваздух-ваздух. У тој улози, F-117N би носио ракете ваздух-ваздух AIM-120 AMRAAM.
Након што је одбијен од стране морнарице, Локид је поднео ажуриран нов предлог, који је обухватио примену мотора са допунским сагоревањем и дат већи нагласак на вишенаменској улози. У настојањима да повећа интересовање, Локид је такође предложио и F-117B као копнену варијанту, засновану на могућностима морнаричке F-117N. Ова варијанта је предложена и британском ваздухопловству. Овај обновљени предлог F-117N је познат и као A/F-117X. Није прихваћен ни један од ових понуђених предлога F-117N и F-117B, ни од којег потенцијалног корисника.

## Корисници
САД
Америчко ратно ваздухопловство
4450. тактичка група
4450. тактичка ескадрила (1981–1989.)
4451. тактичка ескадрила (1981–1989.)
4453. тактичка ескадрила (1985–1989.)
37. тактички ловачки пук
415. тактичка ловачка ескадрила (1989–1993.)
416. тактичка ловачка ескадрила (1989–1993.)
417. тактичка ловачка ескадрила (1989–1993.)
49. тактички ловачки пук
7. ловачка ескадрила (1991–2006.)
8. ловачка ескадрила (1992–2008.)
9. ловачка ескадрила (1993–2008.)
412. пук за испитивање у лету - Ваздухопловна база Едвардс (Калифорнија).
410. ескадрила за испитивање у лету (1993–2008.)

## Оперативна историја
Одлука о производњи F-117А донета је 1973. године. Уговор је поверен Локидовом сектору за напредне пројекте, познатијим под називом „Успешни радови“ (енгл. Skunk works), у Бербанку, Калифорнија. Први пробни лет обављен је 1977. године, само 31 месец након доношења одлуке о производњи. Први F-117А, испоручен је 1982. године, у оперативну употребу уведен је октобра 1983. године, док је последњи примерак испоручен 1990. Америчко ратно ваздухопловство је порицало постојање овог авиона, све до 1988. године. F-117А је први пут јавно представљен у лето 1990. године, у ваздухопловној бази Нелис, у Невади.
У оперативној употреби Америчког ратног ваздухопловства било је 54 авиона F-117А, 30. септембра 2001. године.
Флота F-117А је била, у периоду од 1984—1992. године, стационирана на експерименталном полигону Тонопа у Невади, у саставу 4450. тактичке групе, која је 1989. године интегрисана у 37. тактички ловачки пук. Током 1992. године целокупна флота је пребачена у ваздухопловну базу Холоман, у Новом Мексику, где је стављена под команду 49. ловачког пука.

### Панама
је Америчко ратно ваздухопловство први пут борбено користило у Панами, током инвазије 1989. године. Током те инвазије два авиона F-117A су бацила бомбе BLU-109, на аеродром Рио Хато. Намера је била да се овим специјалним бомбама „омаме“ и дезоријентишу војници у касарни на аеродрому, у функцији припреме десанта америчких „ренџера“. Техничке грешке и пропусти у комуникацији су изазвали промашај пилота. Бомбе су пале даље од касарне, у односу на предвиђени план.

### Ирак
F-117А је имао ширу борбену употребу током Заливског рата, против Ирака 1991. Тада је нападнуто највише утврђених циљева, при чему је коалиција дејствовала и у оквиру територије града Багдада. Планирано је да авиони F-117А борбено дејствују против критичних стратешких ирачких циљева, као што су команда места, системи везе и кључне инсталације. Други кључни циљеви додељени су 37. тактичком ловачком пуку, а то су центри комуникација, истраживања, развоја, производње и складишта за нуклеарно и хемијско оружје, као и низ других циљева – посебно утврђених склоништа авиона на бројним ирачким аеродромима.
Као „радни коњи“ коалиције, авиони F-117А су направили скоро 1.300 борбених летова, у укупном трајању од 6.905 сати. Током своје мисије, пилоти су са F-117А бацили преко 2.000 тона, прецизно вођених убојних средстава, са стопом погађања од око 80 процената.
Иако је 37. тактички ловачки пук, са своја 42 „стелт“ авиона, представљао број ваздухоплова у нивоу 2,5 процента у односу на 1.900 присутних савезничких авиона у заливу, F-117А је напао више од 31% од свих стратешких ирачких војних циљева, током првих 24 сата ваздушне кампање.
„Невидљиви“ (стелт) F-117А, оперисао је изнад Ирака и Кувајта без губитака, а био је и неоштећен од стране непријатељских топова.
F-117А су распоређени током Заливског рата да подрже америчке нападе на Ирак са циљем да униште Садама Хусеина и његово оружје за масовно уништење, што су били најзначајнији задаци. При доласку у регион, прелетели
 су раздаљину од својих база у Америци до Кувајта за 18 сати непрекидног лета.

### Савезна Република Југославија
У уводној фази дејстава савезничких снага, у току НАТО бомбардовања СРЈ, био је циљ разбијање интегрисаног и добро организованог система југословенске противваздухопловне одбране. У тој је функцији НАТО реализовао више од 400 летова. Током прва два ноћна напада, савезничке трупе су напале 90 циљева широм Југославије. Авиони F-117А, 8. ловачке ескадриле, дејствовали су по циљевима у Југославији, током НАТО агресије. Бомбардовали су добро брањене циљеве високе вредности у току укупног трајања агресије од 78 дана, укључујући и прве ноћне нападе.
У току ноћи, 27. марта 1999. године авион F-117А № 82-806 се враћао у своју базу Авијано, после избацивања бомби на циљеве у рејону Београда. Са укљученим аутопилотом, авион је вођен са раније планираним коридором повратка у базу, кроз југословенски ваздушни простор. У рејону села Буђановци је авион № 82-806 погођен и оборен, ракетним системом С-125 нева, 3. дивизиона, 250. ракетне ПВО бригаде војске Југославије. Пилот се катапултирао, али НАТО снаге су успеле да га евакуишу и спасе од заробљавања.
Војска Југославије је прва и једина у свету која је званично успела да обори овај авион, што остаје трајно забележено у ваздухопловној историји, а доказ о томе успеху је изложен у Музеју ваздухопловства у Београду. С правом се може сматрати да је та чињеница имала значајан утицај на повлачење F-117А из оперативне употребе.
Према Веслију Кларку и другим НАТО генералима, југословенска ПВО је успела да лоцира и прати F-117А, захваљујући старим руским радарима, који раде на принципу дугих таласа. То је познато да је лакше откривање авиона са радаром дугих радних учестаности.
Чињенично стање је било, добра организованост и интегрисаност система противваздухопловне одбране и висока обученост посада ПВО система Југославије, па је авион рано откривен, праћен и у погодном тренутку угаоног излагања повећане површине радарског пресека, „препознат“ радаром и сензором ракетне главе за навођење. Треба имати у виду да F-117A има радарски пресек, гледано чеоно и у реп, између 0,01-0,1 m² (средње око 0.025 ), што је око 100-200 пута мање од конвенционалног авиона, сличне величине. Међутим, радарским осветљењем из другог правца, под неким углом, може тај параметар да достигне вредности и од 1 до 2 m², што је овом приликом очигледно успешно искоришћено.

### Повлачење из оперативне употребе
Одлуком у децембру 2005. године, предвиђено је да се целокупна флота F-117А повуче из оперативне употребе до октобра 2008. У 2006. години је затворена пилотска школа за обуку пилота на F-117А, а у марту 2007. је одржана церемонија поводом расходовања првих 6 летелица тога типа. Сви авиони F-117А су повучени из оперативне употребе до 22. априла 2008. године.
Преовладала је оцена стручњака, да нови ловци F-22A и F-35 поседују довољно добру особину „невидљивости“ и да могу самостално да обаве све задатке у дубини непријатељске територије, односно сами могу откривати и уништавати радарске и ПВО инсталације.
Рушењем авиона № 82-806, Војска Југославије је срушила и мит о супериорности „стелт“ технологије F-117A, што је заједно са његовим инфериорним летним карактеристикама створило велику предност авионима 5. генерације F-22 раптор и F-35 лајтнинг II.
Површине радарског пресека за ова три авиона су:
- -117 најтхок – гледано чеоно и у реп, има вредност радарског пресека између 0,01-0,1 m² (средња око 0.025 ), што је око 100-200 пута мање од конвенционалног авиона, сличне величине. Међутим, осветљењем из праваца под неким углом, то може да се повећа на вредности и од 1 до 2 .[2]
- F-22 раптор – отприлике има радарски одраз идентичан мермерној лопти, величине као за голф.[42][43]
- F-35 лајтнинг II – отприлике има радарски одраз идентичан металној лопти, исте величине као за голф.[42][43]

Без обзира што је пројекат F-117 потпуно потчињен „стелт“ ефектима, очигледна је његова инфериорност и у томе сегменту, у односу на врхунске авионе 5. генерације F-22 раптор и F-35 лајтнинг II.

### Удеси
Поред обореног F-117А № 82-806, у току НАТО бомбардовања СРЈ, изгубљена су још шест авиона у удесима:
- № 79-0785 је изгубљен 20. априла 1982. године, приликом полетања у оквиру свога првог лета. Узрок је био погрешан склоп после велике пројектне промене улазне секвенце рачунара команди лета, у односу на претходне авионе. Као резултат тога, авион је изашао из законитости управљања на полетању и срушио се. Пилот није могао да се катапултира на време и озбиљно је повређен, морао се осам месеци лечити, а последично је био приморан да се повуче из летачке службе. Остаци авиона су искоришћени за употребу као функционална атрапа за испитивање компоненти.[5][44]
- № 80-0792 је изгубљен 11. јула 1986. године. Пилот је изгубио оријентацију у простору, што је узрок овој несрећи, са смртним последицама и потпуним уништењем авиона.[5][44]
- № 85-0815 је изгубљен 14. октобра 1987. године. Катастрофа се десила око 100 mi (160 km) северно од ваздухопловне базе Нелис, у Невади. Узрок и последице су идентични са претходним случајем.[5][44]
- № 82-0801 је изгубљен 4. августа 1992. године. Авион се срушио око осам миља североисточно од ваздухопловне базе Холоман и потпуно је уништен. Пилот, 416. тактичке ловачке ескадриле се безбедно катапултирао. Утврђено је да су непрописно монтирани канали усисника ваздуха и то се сматра узроком овог удеса.[5][44]
- № 86-0822 је изгубљен 10. маја 1995. године. Авион се „закуцао“ у земљу и потпуно је уништен, у Новом Мексику. Пилот је погинуо, а узрок је био исти, просторна дезоријентација након квара аутопилота.[5][44]
- № 81-0793 је изгубљен 14. септембра 1997. године, током аеро-митинга на државном аеродрому у Балтимору, Мериленд. Авион је претрпео катастрофалан отказ крила, са потпуним одвајањем од трупа. Авион је потпуно уништен при удару у земљу. Пилот се безбедно катапултирао. Утврђено је, да су недостајали завртњи за везу крило – труп, што је узрок катастрофе.[5][44]

## Изложени примерци
- Први  (№ 79-0780) је тренутно изложен на постољу у ваздухопловној бази Нелис, у Невади. Постављен је испред улазне капије 16. маја 1992. године.
- Други  (№ 79-0781) је изложен као статички експонат у Националном музеју ваздухопловства у ваздухопловној бази Рајт-Патерсон у Охају. Предат је музеју 17. јула 1991. године.
- Трећи  (№ 79-0782) је изложен као статички експонат у ваздухопловној бази Холоман, офарбан је да личи на први F-117A. Овај авион је коришћен за испитивање акустике и навигационих система. Послужио је за промоцију постојања овог типа „стелт“ авиона високим званичницима 14. децембра 1983. године, што је било прво полујавно откривање програма F-117. Постављен је као експонат у Холоману 5. априла 2008. године.
- Четврти YF-117A (№ 79-0789) је изложен као статички експонат у ваздухопловној фабрици Плант 42, Калифорнија. Служио је за испитивање интеграције авионске опреме. Пресељен је у „авио парк“ 3. марта 2008. године.
- Остаци F-117A (№ 82-0806), који је оборила Војска Југославије 27. марта 1999. године, код села Буђановци, Србија, изложени су у Музеју ваздухопловства у Београду, на Аеродрому Никола Тесла.

## Надимци
Званични назив за ваздухоплов је „најт хок“, међутим алтернативни облик „најтхок“ се најчешће користи.
Пошто „стелт“ технологија и пројекат има приоритет над законима аеродинамике, добио је надимак „воблин гоблин“ (енгл. Wobblin' Goblin), због последичне нестабилности на малим брзинама лета, према мишљењима пилота F-117. Тај назив није званичан. Током Заливског рата, Саудијци су авион назвали „схаба“, што на арапском значи дух.

## Значајније појављивање у медијима
Професионални фудбалски тим „Омаха најтхок“ користи F-117 најтхок, као свој лого.
Обарање F-117 над Србијом је изазвало велику светску медијску пажњу. У извршној продукцији нишке независне продукције „Полка дот”, снимљен је документарни филм под називом „21. секунд”, режисера Жељка Мирковића, са темом везаном за обарање F-117.

## Карактеристике
| Збирне карактеристике | Збирне карактеристике     | Збирне карактеристике               |
| Карактеристике | Подаци                    | Цртеж у три пројекције              |
| Општи | Општи                     | Цртеж у три пројекције              |
| --- | ------------------------- | ----------------------------------- |
| Намена | тактички бомбардер        | Цртеж у три пројекције              |
| Посада | 1                         | Цртеж у три пројекције              |
| Геометрија |                           | Цртеж у три пројекције              |
| Дужина | 20,08                     | Цртеж у три пројекције              |
| Висина | 3,78                      | Цртеж у три пројекције              |
| Размах крила | 13,2                      | Цртеж у три пројекције              |
| Површина крила | 105.9                     | Цртеж у три пројекције              |
| Погон |                           | Цртеж у три пројекције              |
| Мотори | 2 х Џенерал електрик F404 | Цртеж у три пројекције              |
| Потисак | 2 х 48,9                  | Цртеж у три пројекције              |
| Маса | Маса                      | 220п 215п Унутрашњи изглед кабине . |
| Празан опремљен | 13.600                    | 220п 215п Унутрашњи изглед кабине . |
| Гориво | 8.255                     | 220п 215п Унутрашњи изглед кабине . |
| Наоружање | 2.268                     | 220п 215п Унутрашњи изглед кабине . |
| Максимум | 23.800                    | 220п 215п Унутрашњи изглед кабине . |
| Специфично оптерећење | 330 kg/m²                 | 220п 215п Унутрашњи изглед кабине . |
| Однос потиска и масе | 0,40                      | 220п 215п Унутрашњи изглед кабине . |
| Перформансе |                           | 220п 215п Унутрашњи изглед кабине . |
| Максимална брзина | 1.040                     | 220п 215п Унутрашњи изглед кабине . |
| Брзина крстарења | 306                       | 220п 215п Унутрашњи изглед кабине . |
| Брзина слетања | 227                       | 220п 215п Унутрашњи изглед кабине . |
| Долет | 3.080                     | 220п 215п Унутрашњи изглед кабине . |
| Борбени радијус | 860                       | 220п 215п Унутрашњи изглед кабине . |
| Макс. експлоатациони фактор оптерећења | 6                         | 220п 215п Унутрашњи изглед кабине . |
| Асортиман наоружања |                           |                                     |
| - Бомбе: - GBU-10 Павевај II, ласерски вођена бомба Марк 84 (908 ) или BLU-109 или BLU-116, са пробојном бојевом главом. - GBU-12 Павевај II, ласерски вођена бомба Марк 82 (227 kg) са распрскавајућом бојевом главом. - GBU-27 Павевај III, ласерски вођена бомба Марк 84 (908 ) или BLU-109 или BLU-116, са пробојном бојевом главом. - GBU-31 JDAM INS/GPS, вођена бомба Марк 84 (908 ) или BLU-109, са пробојном бојевом главом. - B61, тактичка нуклеарна бомба |                           |                                     |